# یواس‌اس ویتس (اس‌پی-۱۱۹۲)
یواس‌اس ویتس (اس‌پی-۱۱۹۲) (به انگلیسی: USS Vitesse (SP-1192)) یک کشتی بود که طول آن ۶۰ فوت ۰ اینچ (۱۸٫۲۹ متر) بود. این کشتی در سال ۱۹۱۷ ساخته شد.